# Warna (stacja kolejowa)
Warna (bułg. Железопътна гара Варна) – stacja kolejowa w Warnie, jedna z najstarszych stacji kolejowych w Bułgarii. Oficjalnie została otwarta 3 marca 1925 przez cara Borysa III. W 2005 dworzec przeszedł gruntowny remont.